# Ångplog

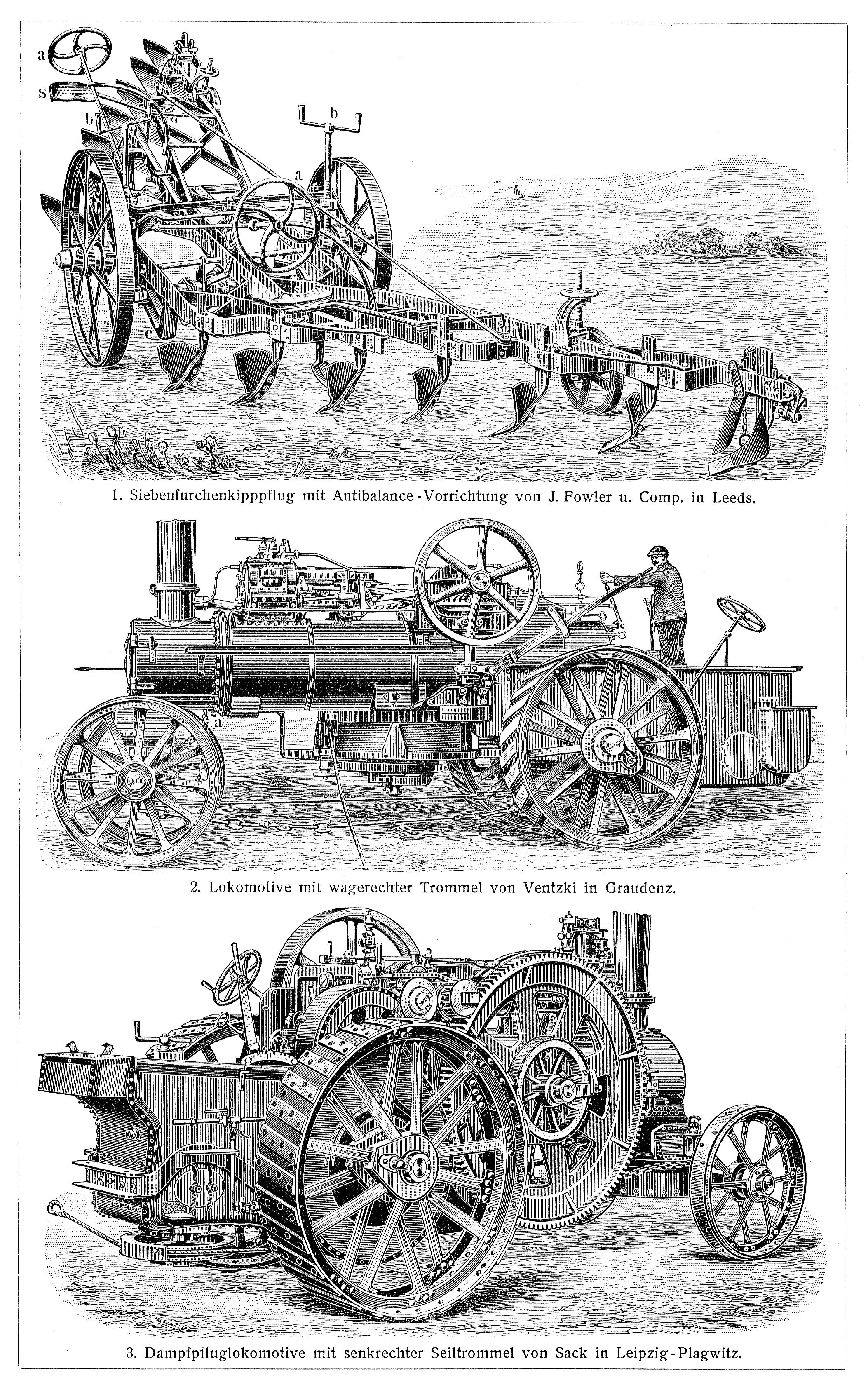
Ångplog (1908)

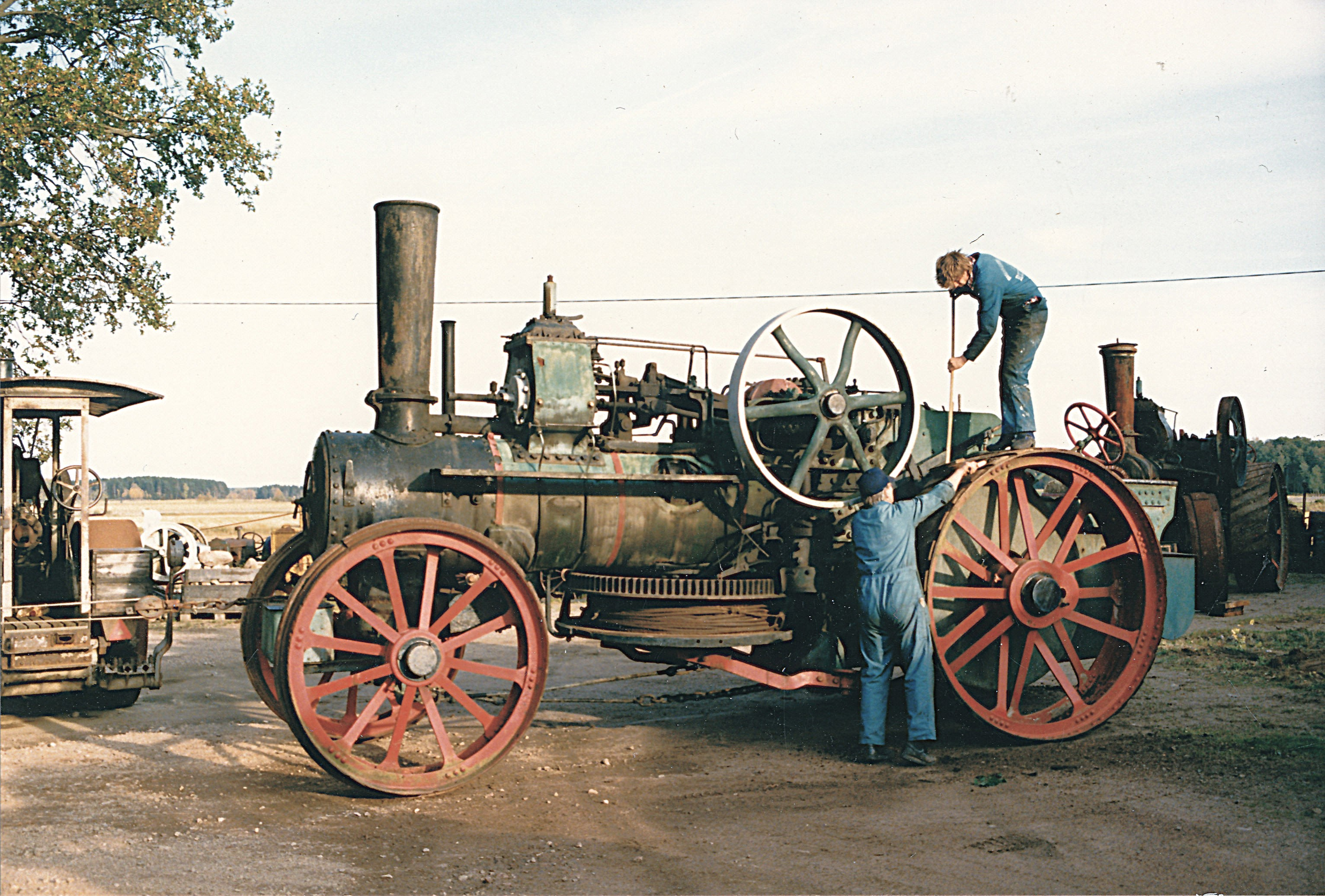
Ångplogslokomobil. Den högra maskinen av de två i ett set. Nu vid Rubens i Götene

Ångplog är en plog driven av ångkraft, i första hand brukar man syfta på en ångmaskin placerad i ena änden av åkern och som med en vajer drar plogen över åkern.
Engelsmannen John Fowler konstruerade på 1850-talet ett system för att med en lokomobil dra plogen över åkern med hjälp av en vajer. På motsatt sida var vajern fäst i en så kallad "ankarvagn". En sådan plog införskaffades 1861 till Bollerups gård i Bollerups socken i Skåne och Håberg säteri i Västergötland. De rapporteras endast ha varit i bruk några år. År 1888 började Säbyholms gård att regelbundet använda ångplog.
Systemet var klumpigt, och snart fann man att det fungerade bättre med två lokomobiler, trots den ökade kostnaden med inköp och att hålla två ångmaskiner i drift samtidigt. Ångplogar blev i Sverige mycket ovanliga, då det krävdes mycket stora åkerarealer för att plöjning med ånga skulle ge driftfördelar. Ute i Europa och andra delar av världen var den rikligt använd. I Sverige fanns endast 6-8 ångplogspar varav den sista ångplöjningen skedde 1946. När traktorerna kom ersattes ångplogarna.
I USA användes även lokomobilerna som ångdrivna traktorer, innan de bensindrivna traktorerna slog igenom. Detta beroende på de enormt långa fälten och en lättare jordmån än vad som var förekommande i Europa. I Sverige finns två kända exempel. På Gårdstånga Nygård utanför Lund införskaffades 1908 en ångtraktor från USA, och en likadan köptes året efter Till Stava på Gotland. De var i drift ett tiotal år innan de ersattes av en bensindriven traktor.